# 六郷村 (香川県)
六郷村（ろくごうむら）は、香川県仲多度郡にあった村。

## 歴史
- 1890年2月15日 - 町村制施行に伴い、那珂郡今津村（いまづむら）、盬屋村（しおやむら）、下金倉村（しもかなくらむら）、上金倉村（かみかなくらむら）、新田村（しんでんむら）と津森村（つのもりむら）の大部分が合併し、六郷村となる。
- 1899年4月1日 - 那珂郡が多度郡と合併し、仲多度郡となる。
- 1917年6月1日 - 丸亀市に編入され消滅。